# Sheila Taormina
Sheila Christine Taormina (Livonia, 18 marzo 1969) è un'ex nuotatrice, triatleta e pentatleta statunitense.
Specializzata nello stile libero ha vinto la medaglia d'oro nella staffetta 4x200m sl alle Olimpiadi di Atlanta 1996, mentre a Sydney 2000 ha partecipato alla gara di triathlon, giungendo sesta.
Nel 2008, la Gazzetta dello Sport riportò online la notizia che per ottenere fondi per partecipare ai Giochi olimpici di Pechino fu costretta a vendere la casa.

## Palmarès
- Campionessa del mondo di triathlon (Élite) - 2004
- Hall of Fame nel triathlon statunitense - 2008
- Olimpiadi
  - Atlanta 1996: oro nella staffetta 4x200m sl.
- Campionessa del mondo di aquathlon (Élite) - 2005